# Acıgöl (Çardak)
Der Acıgöl (türkisch für Bitterer See) ist der zweitgrößte Salzsee in der Türkei.

## Name
Der Name des Sees weist auf den salzigen Charakter des Wassers hin. In der Antike wurde er See von Sanaos genannt. Den heutigen Namen trägt der See offiziell seit 1923. Ein veralteter Name in der Türkei für den See ist Çardak Gölü (deutsch: Çardak-See).

## Lage
Der See liegt  im anatolischen Hochland zwischen den Provinzen Denizli und Afyonkarahisar, wobei etwa ein Viertel des Sees (der Südwestteil) in Denizli liegt und der größere Teil des Sees zu Afyon gehört. Die nächste Großstadt Denizli ist circa 60 km entfernt. Wegen der schwankenden Seegröße gibt es keine Siedlungen direkt am Ufer. Die dem Acıgöl nächstliegenden Orte sind im Westen Çardak (Provinz Denizli), an der Nordseite Yüreğil, im Osten Başmakçı (beide Provinz Afyon) und am Südufer Gemiş (Provinz Denizli). Am Nordufer führt die Nationalstraße D 320 von Denizli nach Dinar entlang.
Geologisch liegt der See im Acıgöl-Becken, das sich von Nordosten nach Südwesten parallel zu den Taurus-Ketten hinzieht. Das Becken selbst ist ungefähr 45 km lang und 9 bis 12 km breit. Der Boden des Beckens liegt im Durchschnitt auf einer Höhe von 850 m; daher ist das Becken abflusslos. Der See liegt an der tiefsten Stelle des Beckens. Eingerahmt wird der Acıgöl im Süden von den bis zu 2033 m hohen Sögüt Daği (deutsch: „Weidenberge“) und im Norden von den Bergketten des Maymun Dağ (deutsch: Affenberg; 1733 m) und Beşparmak Dağı (deutsch: Fünf-Finger-Berge; 1612 m).
Auf Grund von Sedimenten und Küstenablagerungen weiß man, dass der See in der Würm-Eiszeit einen deutlich höheren Wasserspiegel hatte, bis zu 35 m über dem heutigen. Es gab damals auch einen Überlauf in Richtung Bozkurt zum Großen Mäander (türkisch: Büyük Menderes), der heute noch als Trockental zu erkennen ist. Geologisch betrachtet handelt es sich um einen sehr jungen See.

## Wasser

### Wasserfläche
Die Oberfläche des Sees ist stark schwankend und hängt von den winterlichen Niederschlägen und der Schneeschmelze im Frühjahr ab. Bis auf den Bach Kocaçay, der am Ostufer in den See mündet, gibt es keine Zuflüsse. Weiteres Wasser erhält der See durch Schmelzwasser von den umliegenden Bergen und von Quellen am Seeboden. Im Winter kann die Seeoberfläche bis auf 156 km² ansteigen. In den trockenen Sommermonaten zieht sich das Wasser zurück und hinterlässt den Seeboden als breite Tonebene mit einer dünnen Salzschicht darauf. Die Wasseroberfläche kann auf bis zu 50 km² schrumpfen.

### Chemische Analyse
Beim Acıgöl handelt es sich um einen hypersalinen See. Analysen zeigen einen Salzgehalt von 8 bis 200 mg / l; Natriumhydrogensulfat, NaHSO4  112 bis 15.232 mg / l; Chlor 290–35320 mg / l; Magnesiumhydrogencarbonat 82 bis 3425 mg / l; und Calcium 102 bis 745 mg / l.

## Flora und Fauna
Das gesamte Becken ist von der türkischen Regierung als Klasse-B-Feuchtgebiet ausgewiesen, was leider wenig Effekt auf den Schutz der Natur hat.
Der See ist umgeben von typischen halophyten Gewächsen wie z. B. die Melden (Atriplex). Wasserpflanzen und -tiere können im salzigen Milieu des Sees nicht existieren, jedoch gibt es einzigartige Mikroorganismen, halophyle Bakterien, im Acıgöl.
Für Vögel ist das Acıgöl-Becken ein wichtiger Rückzugsraum. Nach den IBA-Kriterien (Important Bird Areas) handelt es sich um einen wichtigen Sammelort für Wasser- und Zugvögel. Besonders hervorzuheben sind der Seeregenpfeifer Charadrius alexandrinus und die Rostgans Tadorna ferruginea. Daneben gibt es bedeutende Populationen von der Lachseeschwalbe Gelochelidon nilotica, der Großtrappe Otis tarda, des Säbelschnäblers Recurvirostra avosetta sowie des  Spornkiebitzes Vanellus spinosus. Insgesamt wurden 176 Vogelarten gezählt.
Der See leidet durch die zunehmende Industrialisierung und Bevölkerung vermehrt unter Umweltverschmutzung, so dass einige Vogelarten bereits nicht mehr gesichtet wurden.

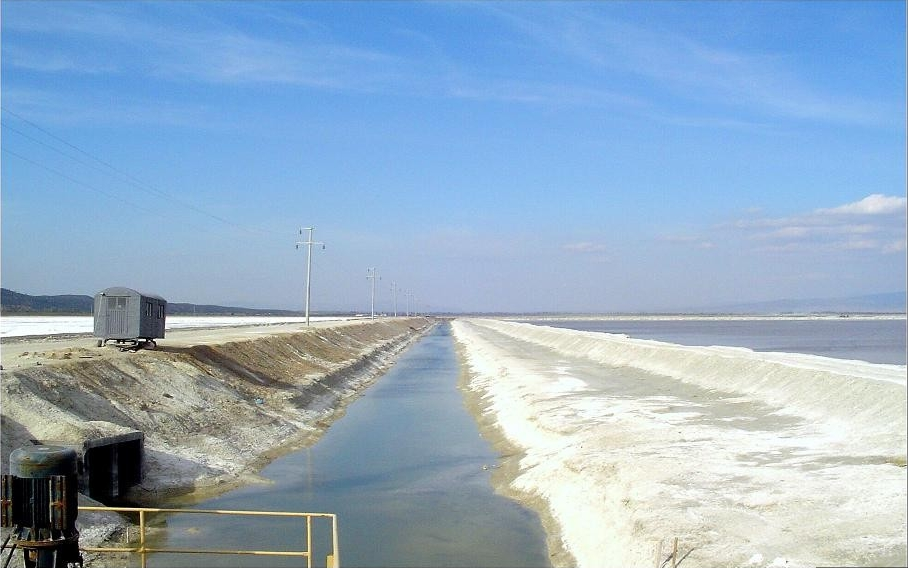
Natriumsulfatabbau am Acıgöl bei Dazkiri

## Wirtschaftliche Nutzung
Die im See vorkommenden Mineralien werden seit 2002 von der Firma Estuz abgebaut; es werden Salze (Natriumchlorid, Natriumsulfat), Kalium, Magnesium, Natrium, Sulfate und Gips abgebaut. Jährlich werden bis zu 150.000 Tonnen Salze in den Verdunstungsteichen gewonnen und in Dazkiri abgepackt.